# Kepler-69 b
Kepler-69 b — подтверждённая экзопланета, вращающаяся вокруг звезды Kepler-69, расположенной на расстоянии около 2700 световых лет (830 парсек) от Земли в созвездии Лебедя. Планета была обнаружена космическим телескопом НАСА «Кеплер» с использованием транзитного метода. Это самая внутренняя планета системы Kepler-69. Эта планета, вероятно, будет горячей суперземлёй или мининептуном.